# 愛宕町 (さいたま市)
愛宕町（あたごちょう）は、埼玉県さいたま市岩槻区の町丁。現行行政地名は愛宕町のみで、丁目の設定はない。住居表示実施地区。郵便番号は339-0066。

## 地理
埼玉県東部、さいたま市岩槻区中央部（旧岩槻市中央部）に位置する。北東側で宮町に、南東側で本町に、南西側から北西側にかけて西町に、北西側で日の出町に隣接する。全域が市街化区域に指定されている。東武野田線（東武アーバンパークライン）の岩槻駅から近く、住宅地域となっている。

### 地価
住宅地の地価は、2023年（令和5年）1月1日時点の公示地価によれば、愛宕町5978番4（住居表示は愛宕町3番28号）の地点で11万8000円/m2となっている。

## 歴史
- 1966年（昭和41年）10月1日 – 住居表示実施により、岩槻市大字岩槻の一部から愛宕町が成立[7][10]。
- 2005年（平成17年）4月1日 – 岩槻市がさいたま市に編入合併され、さいたま市岩槻区の町丁となる[11]。

## 世帯数と人口
2024年（令和6年）2月1日時点の世帯数と人口は、以下のとおりである。
| 町丁   | 世帯数  | 人口    |
| ------ | ------- | ------- |
| 愛宕町 | 562世帯 | 1,045人 |

## 小・中学校の学区
市立小・中学校に通う場合、学区（校区）は以下のとおりとなる。
| 区域 | 小学校                 | 中学校                 |
| ---- | ---------------------- | ---------------------- |
| 全域 | さいたま市立岩槻小学校 | さいたま市立城北中学校 |

## 交通

### 鉄道
地内に鉄道路線は通っていない。最寄り駅は、全域が東武野田線（東武アーバンパークライン）の岩槻駅であり、愛宕町5978番4（住居表示は愛宕町3番28号）の地点から約730 mの位置にある。

### 路線バス
朝日自動車菖蒲営業所により、北西縁の市道を通る路線バスが運行されている。
- HS25：蓮田駅東口 - 橋場 - 国立東埼玉病院 - 江ヶ崎馬場（みずほ団地） - 観音入口 - 城北小学校入口 - 岩槻駅西口
- HS26：蓮田駅東口 - 宿下 - 国立東埼玉病院 - 江ヶ崎馬場（みずほ団地） - 観音入口 - 城北小学校入口 - 岩槻駅西口
- IW11：岩槻駅西口 - 城北小学校入口 - 観音入口 - 国立東埼玉病院

### 道路
地内に国道、主要地方道および一般県道は通っていない。

## 施設
- 県営岩槻愛宕住宅（岩槻愛宕団地）[15]
- 愛宕町公民館
- 愛宕ふれあい広場